# Free Software Foundation Europe
Free Software Foundation Europe (FSFE) – fundacja utworzona w 2001 roku aby wspierać ruch wolnego oprogramowania w Europie. Jest organizacją charytatywną zarejestrowaną w Niemczech (skrót e.V.) i posiada siedem oddziałów w różnych państwach Europy. Jest ona oficjalną filią Free Software Foundation w Europie.